# Musikjahr 1597
Liste der Musikjahre

◄◄ | ◄ | 1593 | 1594 | 1595 | 1596 | Musikjahr 1597 | 1598 | 1599 | 1600 | 1601 | ► | ►►

Weitere Ereignisse
Dieser Artikel behandelt das Musikjahr 1597.

## Ereignisse
- Pedro Bermúdez, der im Jahr 1595 von dem gerade ernannten Bischof von Cuzco in Peru eingeladen wurde, die musikalische Leitung der Kathedrale zu übernehmen, trifft 1597 nach langer Reise über den Atlantik in Cuzco ein, wo er für nur sieben Wochen das Amt des Kapellmeisters übernimmt.
- Giovanni Battista Bovicelli, der als Kantor für den Kardinal Carlo Borromeo tätig war, bleibt nach dessen Tod im Mailänder Domchor, wo er noch 1597 mit einer Dotation von 159 Liren vermerkt ist.
- John Bull wird 1597 zusammen mit sechs anderen Gelehrten zum Professor am Gresham College in London berufen.
- Ghinolfo Dattari, der ab Februar 1555 eine Anstellung als Sänger in der Kapelle von San Petronio hatte, der er 62 Jahre lang, bis zu seinem Tode angehörte, bekleidete nach dem Tode von Kapellmeister Andrea Rota (1553–1597), 18 Monate lang das Amt des provisorischen Kapellmeisters.
- Girolamo Diruta, der zunächst in Venedig wirkte, wird 1597 zum Domorganisten in Chioggia.
- John Dowland kehrt Ende 1596 oder Anfang 1597 nach London zurück, in der Hoffnung, als Hoflautenist angestellt zu werden. Doch seine Erwartungen zerschlagen sich, da sein Freund und Gönner Henry Noel verstirbt, kurz nachdem er Dowland in einem Brief um seine Rückkehr nach England gebeten hatte. In London veröffentlicht Dowland sein The First Booke of Songes or Ayres of Foure Partes with tableture for the lute. Es ist das erstes Buch dieser neuen Gattung.
- Giovanni Gabrieli, der nach dem Tod seines Onkels Andrea Gabrieli 1586 dessen Stelle als Hauptorganist des Markusdoms auf Empfehlung der Familie Fugger übernommen hatte, übernimmt zwischen 1586 und 1597 zusätzlich auch die Stelle des Organisten an der Scuola Grande di San Rocco, der angesehensten und reichsten aller venezianischen Bruderschaften und die zweitgrößte Kaderschmiede nach dem Markusdom. 1597 veröffentlicht Gabrieli seinem einflussreichen Sammelband Sacrae symphoniae, der in der Folge Komponisten aus ganz Europa nach Venedig zieht, um bei ihm Musik zu studieren.
- Gutierre Fernández Hidalgo wirkte von 1591 bis 1597 als Kapellmeister in Cuzco, ab 1597 bis zu seinem Tod (mit Unterbrechung) als Kapellmeister und Musiklehrer in La Plata (heute Sucre, Bolivien).
- Anthony Holbornes frühestes bekanntes Werk ist die Cittarn Schoole aus dem Jahr 1597, die aus Kompositionen für die Cister besteht. Das Vorwort deutet an, dass die Kompositionen über einen Zeitraum von mehreren Jahren entstanden. Holborne schreibt, die musikalischen Kompositionen seien „die verfrühten Früchte meiner Jugend, gezeugt in der Säuglings- und Kinderzeit meines geringen Könnens“.
- Robert Jones erwirbt in Oxford an der St Edmund Hall den Grad eines Bachelor of Music.
- Luzzasco Luzzaschi, der 1574 als Nachfolger Afonso della Violas (auch dalla Viola genannt) zum Leiter der Instrumentalmusik des Herzogs von Ferrara aufgestiegen war, bleibt 1597 nach dem Tod Alfonsos II., der Eingliederung Ferraras in den Kirchenstaat und dem Umzug der herzöglichen Familie nach Mantua in Ferrara.
- Rinaldo del Mel, der seit 1591 in Italien in den Diensten von Kardinal Paleotti in Magliano wirkte, bleibt möglicherweise bis zum Tod seines Gönners Paleotti am 23. Juli 1597 in dessen Diensten. Im späteren Jahr 1597 veröffentlicht er acht Chansons françaises bei dem Verleger Pierre Phalèse in Antwerpen, deshalb wird von den musikhistorischen Forschern angenommen, dass er wieder in seine Heimat zurückgekehrt ist.
- Philipp Nicolai verfasst den Choral Wie schön leuchtet der Morgenstern.
- Ercole Pasquini wird am 6. Oktober 1597 offiziell zum Organisten der Cappella Giulia im Petersdom ernannt, als Nachfolger von Giovan Battista Zucchelli. Diesen prestigeträchtigen Posten hält er bis zum 31. Mai 1608.
- Jacopo Peri komponiert die erste Oper der Musikgeschichte: La Dafne.
- Peter Philips wird 1597 Organist in Brüssel am Hofe von Erzherzog Albrecht VII. von Habsburg und seiner Frau Isabella Clara Eugenia, den Statthaltern der spanischen Niederlande. Philips Kollegen sind Peeter Cornet (c. 1575–1633), Vicenzio Guami und der Spanier Juan Zacarías, außerdem der maitre de chapelle Géry de Ghersem und der Hoforgelbauer M. Langhedul.
- Alessandro Piccinini, der von 1582 bis 1597 am Hof von Herzog Alfonso II. in Ferrara tätig war, erhält 1597 eine Anstellung beim päpstlichen Legaten Kardinal Aldobrandini in Bologna als Lautenist, die er bis zu seinem Tod innehat.
- Lodovico Grossi da Viadana der 1594 den Posten des Chorleiters an der Kathedrale von Mantua erhielt, geht 1597 nach Rom.
- Zur Musik des Jesuitenpaters Georg Victorin wird in München das achtstündige Schauspiel Der Triumph des Heiligen Erzengels Michael aufgeführt.[1]
- Cesare de Zacharia ist 1597 als Kapellmeister am Hohenzollernhof in Hechingen nachweisbar.

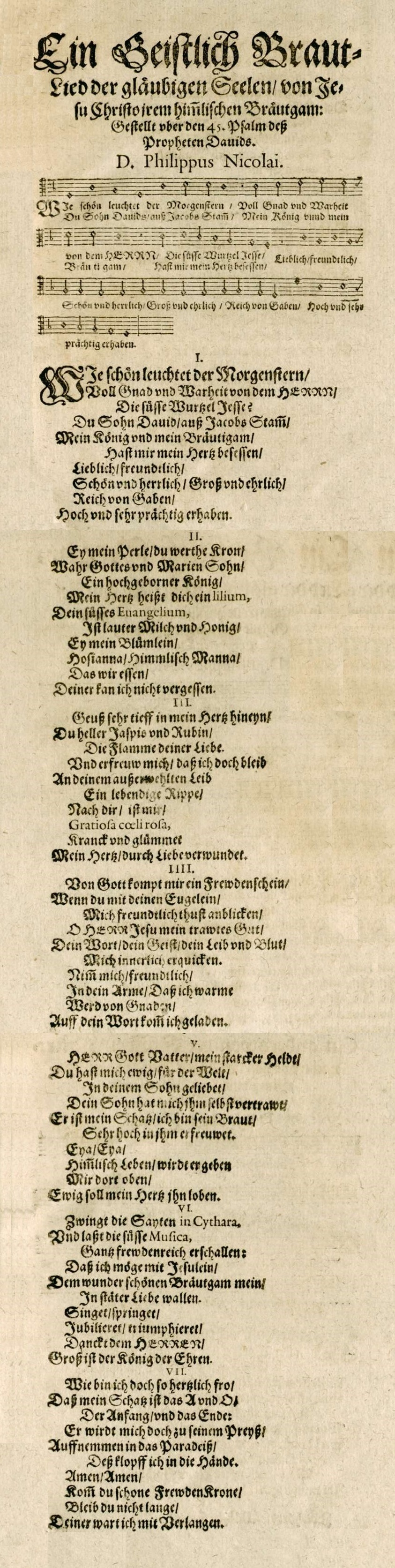
Philipp Nicolai – Wie schön leuchtet der Morgenstern

## Instrumental- und Vokalmusik (Auswahl)
- Gregor Aichinger – drittes Buch der Motetten, Nürnberg: Paul Kauffmann
- Giammateo Asola – Vespertina omnium solemnitatum psalmodia für zwei Chöre, Venedig: Ricciardo Amadino
- Ippolito Baccusi – Psalmi omnes qui a S. Romana Ecclesia in solemnitatibus ad vesperas decantari solent... zu acht Stimmen, Venedig: Ricciardo Amadino (enthält auch zwei Magnificats)
- Adriano Banchieri
  - Hora prima di recreazione, erstes Buch der Canzonettas zu drei Stimmen, Venedig: Ricciardo Amadino
  - erstes Buch der Madrigale zu vier Stimmen, Venedig
- Joachim a Burck – Die Historia des Leidens Jesu Christi auss dem Evangelisten S. Luca zu fünf Stimmen, Mühlhausen: Hieronymous Reinhard
- Sethus Calvisius – Harmonia cantionum ecclesiasticarum, Kirchengesänge u. geistliche Lieder D. Lutheri u. andrer frommen Christen, Mit 4 Stimmen contrapunktweise richtig gesetzt, Leipzig: Jacob Apel
- Jean de Castro – Chant musicale sur les nopces du [...] Prince Don Philippe zu fünf Stimmen, Köln
- Séverin Cornet – 1 Chanson, in: Le Rossignol musical des chansons zu vier bis sechs Stimmen, Antwerpen
- Giovanni Croce
  - Vespertina omnium solemnitatum psalmodia zu acht Stimmen, Venedig: Giacomo Vincenti (Vesper-Psalmen)
  - erstes Buch der Motetten zu vier Stimmen, Venedig: Giacomo Vincenti
- Girolamo Dalla Casa – erstes Buch der Motetten zu sechs Stimmen, Venedig: Ricciardo Amadino
- John Dowland – The First Booke of Songes or Ayres of Foure Partes with tableture for the lute, London: Peter Short
- Johannes Eccard
  - Geistlicher Lieder auff den Choral oder gemeine Kirchen Melodey zu fünf Stimmen, in zwei Bänden, Königsberg: Georg Osterberger
  - Echo zu acht Stimmen, Königsberg, Georg Osterberger (Hochzeitslied)
  - Epithalamion (Ein Sprichwort ist) zu sechs Stimmen, Königsberg, Georg Osterberger (Hochzeitslied)
- Noé Faignient
  - 1 Chanson, in: Cinquante Pseaumes de David, Heidelberg
  - 3 Chansons, in: Le Rossignol musical des chansons, Antwerpen
- Giovanni Gabrieli – Sacrae Symphoniae, Venedig: Angelo Gardano (Sammlung von 45 Motetten für 6–16 Stimmen, 16 Canzoni und Sonaten für 8–15 Instrumente)
- Jacobus Gallus – Sacrae cantiones de praecipuis festis per totum annum zu vier, fünf, sechs, acht und mehr Stimmen, Nürnberg: Alexander Philipp Dieterich (Sammlung von Motetten, posthum veröffentlicht)
- Giovanni Giacomo Gastoldi – Il secondo libro de Completorium
- Bartholomäus Gesius
  - Hymni scholastici zu vier Stimmen, Frankfurt an der Oder: Andreas Eichorn
  - Echo (Qualia jam resonet) zu zehn Stimmen, Frankfurt an der Oder: Andreas Eichorn
- George Kirbye – The first set Of English Madrigalls, to 4. 5. & 6. voyces, London: Thomas Este
- Giovanni de Macque
  - Il terzo libro de madrigali a cinque voci, Ferrara: Vittorio Baldini
  - 1 Chanson zu fünf Stimmen
- Rinaldo del Mel – acht Chansons françaises, Antwerpen
- Simone Molinaro – erstes Buch der Motetten zu fünf Stimmen und Messen zu zehn Stimmen, Venedig: Giacomo Vincenti
- Philippe de Monte – Il decimottavo libro de madrigali zu fünf Stimmen
- Thomas Morley – Canzonets, or little short aers to five and sixe voices, London: Peter Short
- Philipp Nicolai – Wie schön leuchtet der Morgenstern
- Pietro Pace – Madrigali a cinque voci con uno a sei & un dialogo a sette, Venedig: Ricciardo Amadino
- Asprilio Pacelli – erstes Buch der Motetten und Psalmen zu acht Stimmen, Rom: Nicolo Mutii
- Andreas Pevernage – 3 Kompositionen, in: Rossignol musical des chansons zu vier bis sechs Stimmen, Antwerpen

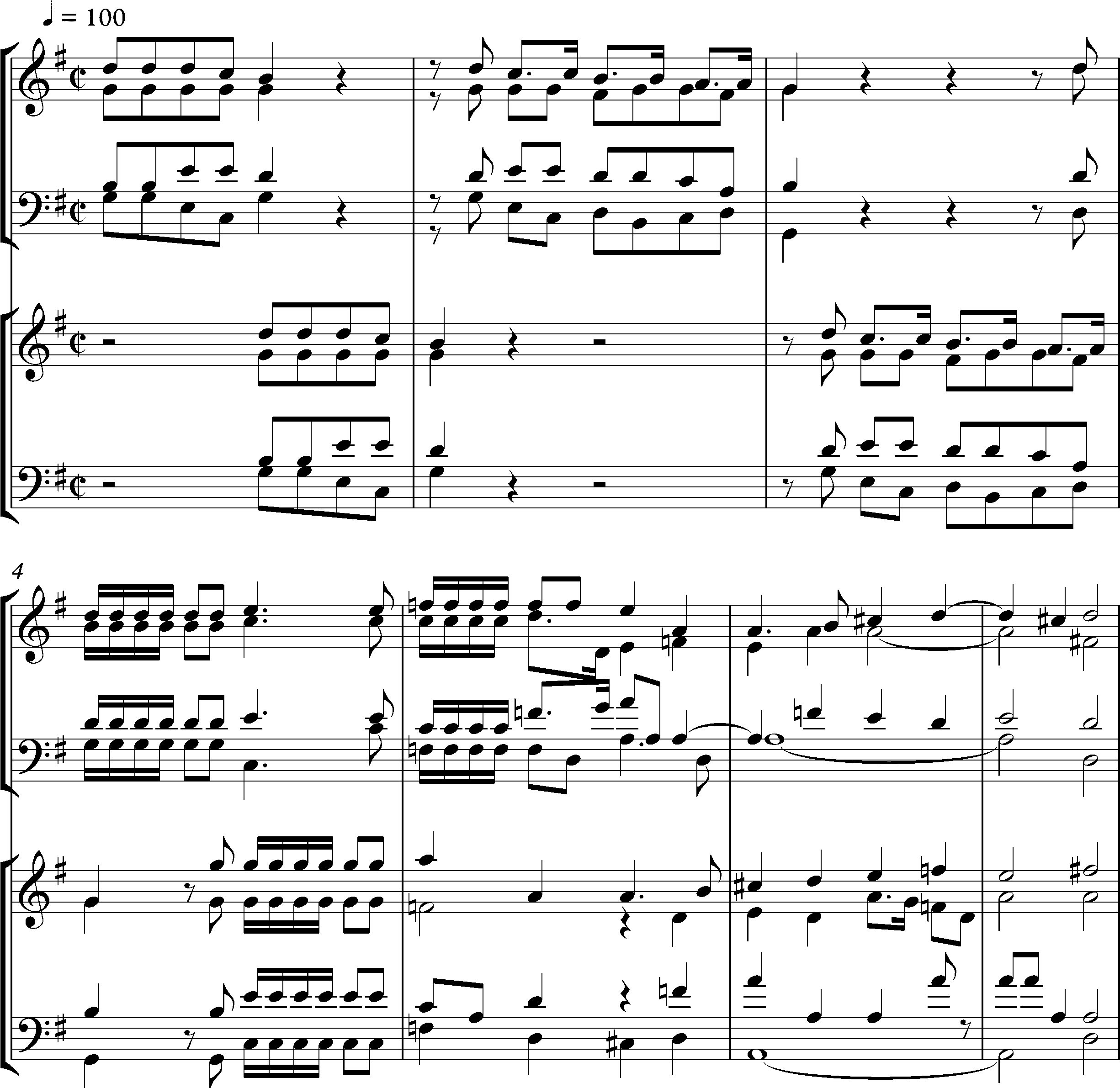
Giovanni Gabrieli – Canzon Septimi Toni No. 2

- Jakob Regnart – Werke, in: P. Luetkemann, Neuer Lateinischer und deutscher Gesenge, Teil 1, Alten-Stettin
- Joannes Tollius
  - Moduli […] et sacris bibliis plerique omnes desumpti zu drei Stimmen, Heidelberg
  - Madrigali zu sechs Stimmen, Heidelberg
- Orfeo Vecchi
  - erstes Buch der Messen zu vier Stimmen, Mailand: Francesco & Simon Tini Erben
  - erstes Buch der Motetten zu fünf Stimmen, Mailand: Francesco & Simon Tini Erben
- Orazio Vecchi – Canzonette zu drei Stimmen
- Cornelis Verdonck
  - drei Chansons, in: Sammlung Le Rossignol musical des chansons, Antwerpen
  - ein Madrigal, in: Sammlung Il vago alboreto di madrigali et canzoni, Antwerpen
- Lodovico Grossi da Viadana – Motecta zu 8 Stimmen, op. 10, Venedig

## Musiktheater
- Orazio Vecchi – L’Amfiparnasso, Venedig (Madrigal-Komödie)[1]

## Musiktheoretische Schriften
- Anthony Holborne – Cittarn Schoole, London: Peter Short (Sammlung von Liedern für die Cister)
- Thomas Morley – A Plaine and Easie Introduction to Practicall Musicke

## Geboren

### Geburtsdatum gesichert
- 22. Juli: Virgilio Mazzocchi, italienischer Kapellmeister und Komponist († 1646)

### Genaues Geburtsdatum unbekannt
- Andreas Düben, deutscher Organist, Kapellmeister und Komponist († 1662)

## Gestorben

### Todesdatum gesichert
- 29. Januar: Elias Nikolaus Ammerbach, deutscher Organist und Arrangeur (* um 1530)
- 24. März: Martin Kinner von Scherffenstein, deutscher Kirchenlieddichter (* 1534)
- 06. Juni: William Hunnis, englischer Poet und Komponist (* unbekannt)
- 18. Juli: Giovanni Piero Manenti, italienischer Organist und Komponist (* um 1535)
- 07. Oktober: Francesco Rovigo, italienischer Komponist der Renaissance (* um 1541)
- 23. Oktober: Cyriacus Schneegaß, evangelischer Pfarrer und Kirchenlieddichter (* 1546)

### Genaues Todesdatum unbekannt
- Johann Leon, lutherischer Pfarrer und Kirchenliedautor (* um 1531)

### Gestorben um 1597
- Antonius Gosswin, franko-flämischer Komponist, Sänger, Organist und Kapellmeister (* um 1546)

### Gestorben nach 1597
- Hans ter Borch, niederländischer Geschütz- und Glockengießer (* vor 1540)
- Cesare de Zacharia, in Deutschland wirkender italienischer Komponist (* unbekannt)